# 126 г. пр.н.е.
126 (сто двадесет и шеста) година преди новата ера (пр.н.е.) е година от доюлианския (Помпилийски) римски календар.

## Събития

### В Римската република
- Консули са Марк Емилий Лепид и Луций Аврелий Орест.
- По предложение на трибуна Марк Юний Пен е приет Lex Iunia de peregrinis, закон който изгонва перегрините т.е. тези без римско гражданство от града.[1]
- Апел за помощ от Масилия към Рим срещу салувиите. Начало на войната в Галия.[2]
- Консулът Орест води армия на кампания в Сардиния, където под негово началство се отличава квестора Гай Гракх.[1]
- 11 ноември – триумф на Маний Аквилий за победи в Азия.[3]

### В Азия
- Деметрий II Никатор търпи поражение във войната срещу Птолемей VIII и неговата марионетка – претендента Александър II Забинас.
- Вавилония е окончатерлно отнета от Селевкидите и попада под контрола на Партия.[4]

## Родени
- Квинт Росций Гал, римски артист (умрял 62 г. пр.н.е.)

## Починали
- Дзюнчън, шанюй на хунну

Бележки: